# Bronx Museum of the Arts
Le Bronx Museum of the Arts (BxMA), également appelé Bronx Museum of Art ou simplement Bronx Museum, en français Musée des Arts du Bronx, est une institution culturelle américaine située à Concourse, dans le Bronx, à New York City.
Le musée se concentre sur les œuvres contemporaines et du xxe siècle créées par des artistes américains, mais il a accueilli des expositions d'art et de design d'Amérique latine, d'Afrique et d'Asie. Sa collection permanente comprend plus de 800 peintures, sculptures, photographies et œuvres sur papier. Le musée fait partie du quartier historique de Grand Concourse.

## Histoire
Le Bronx Museum of the Arts a été ouvert pour tenter de susciter l'intérêt pour les arts dans l'arrondissement du Bronx et de servir les diverses populations de la région. Le musée a ouvert ses portes le 11 mai 1971, en partenariat avec le Bronx Council on the Arts, fondé en 1961, et le Metropolitan Museum of Art,. L'ouverture a coïncidé avec un événement « Bronx Day » à l'échelle de l'arrondissement. La première exposition comprenait 28 peintures de la collection du Met. Le musée était à l'origine situé dans la rotonde du premier étage (le Veteran's Memorial Hall) du palais de justice du comté de Bronx, converti en utilisant 77 000 $ de fonds municipaux. D'autres galeries étaient situées dans les quartiers de Co-op City, Bedford Park et Allerton, la galerie Allerton étant située à l'hôpital Beth Abraham. Au cours de ses douze premières années de fonctionnement, le musée a organisé plus de 350 expositions.
En 1982, la ville a acheté une synagogue vacante à 165th Street et le Grand Concourse comme nouvel emplacement pour le musée,,. Le nouvel emplacement a été ouvert au public en mai 1983, conjointement avec la « Bronx Week », qui a succédé à « Bronx Day »,. Le nouvel espace a été inauguré par une exposition d'œuvres d'art du XXe siècle siècle. Il s'agissait de peintures, de photographies et d'estampes empruntées au Met. Une expansion et une rénovation ont été achevées en 1988 au coût de 5,8 millions de dollars.
En février 2004, la construction d'un projet d'agrandissement de 19 millions de dollars a commencé, ce qui a doublé la taille du musée à 3100 m². L'expansion a débuté en octobre 2006,,. En 2008, un centre des arts de 280 m² a été ajouté pour accueillir des programmes éducatifs pour les écoliers locaux et leurs familles. À partir du 29 mars 2012, le musée a cessé de facturer l'admission pour tous les jours, alors qu'auparavant, l'entrée était gratuite le vendredi uniquement.

## Voir également
- Liste des musées d'art
- Liste des musées et institutions culturelles de New York